# Google Currents (2011-2013)
O Google Currents, lançado em dezembro de 2011, chamado no Brasil de Google Atualidades, foi um serviço web que formatava de maneira especial as notícias e artigos publicados por jornais, revistas e sites na internet, apresentando os textos como se esses fizessem parte de uma publicação especial, que podia ter sua página virada com um simples "passar de dedo".

## Sobre
De maneira semelhante a outros softwares do gênero, como o Flipboard, o leitor podia escolher quais seriam as fontes dos textos a serem lidos. Porém, o Currents possuía algumas vantagens em relação ao seus concorrentes, como a integração com o Google Tradutor, permitindo que as pessoas que não dominam determinado idioma pudessem traduzir, automaticamente, textos para a sua língua materna.

## Funcionalidades

### Tendências
Uma das categorias que o aplicativo disponibilizava era chamada "Tendências". Nela, eram mostradas as cinco principais notícias do dia, divididas por categorias.

### Compartilhamento
Na parte inferior da tela, eram visíveis alguns ícones de ações que o aplicativo podia fazer. Uma das ações, possível ao clicar no ícone com duas setas, era o compartilhamento de um determinado artigo nas redes sociais do usuário, através de e-mail ou SMS.

### Google Tradutor
Como a grande maioria das revistas, jornais e sites que servem como fonte de conteúdo para o aplicativo estão em inglês, o Currents oferecia a possibilidade de traduzir o texto. Ao clicar no ícone do globo terrestre, também na parte inferior da tela, era possível fazer a tradução de um artigo para português; ou para qualquer um dos 37 idiomas disponíveis.

### Leitura offline
Além do leitor conseguir usar o aplicativo estando conectado à internet, o Google Currents apresentava uma versão para leitura offline. 